# Sour (Oman)
Pour les articles homonymes, voir Sour (homonymie).

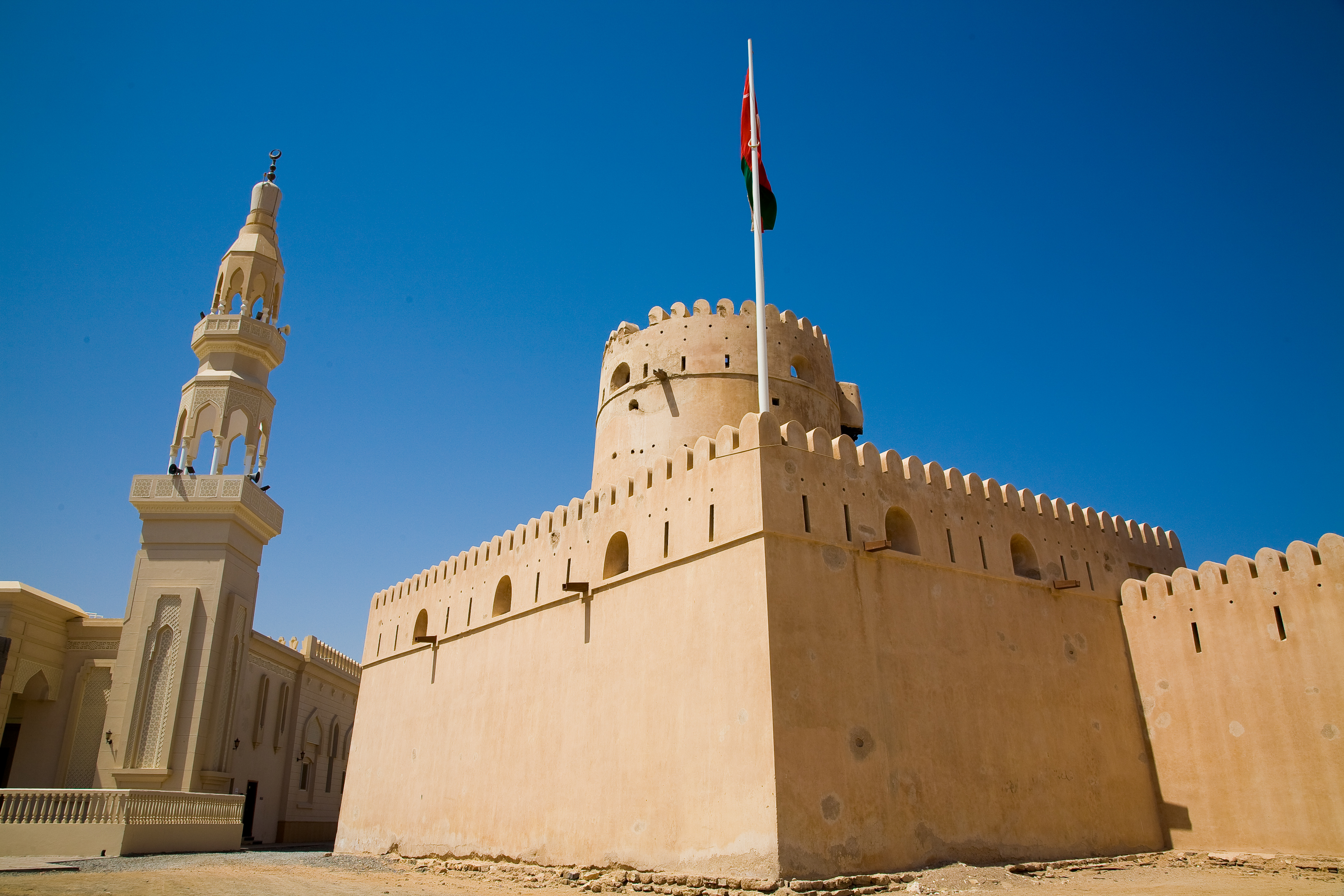
La mosquée et le fort

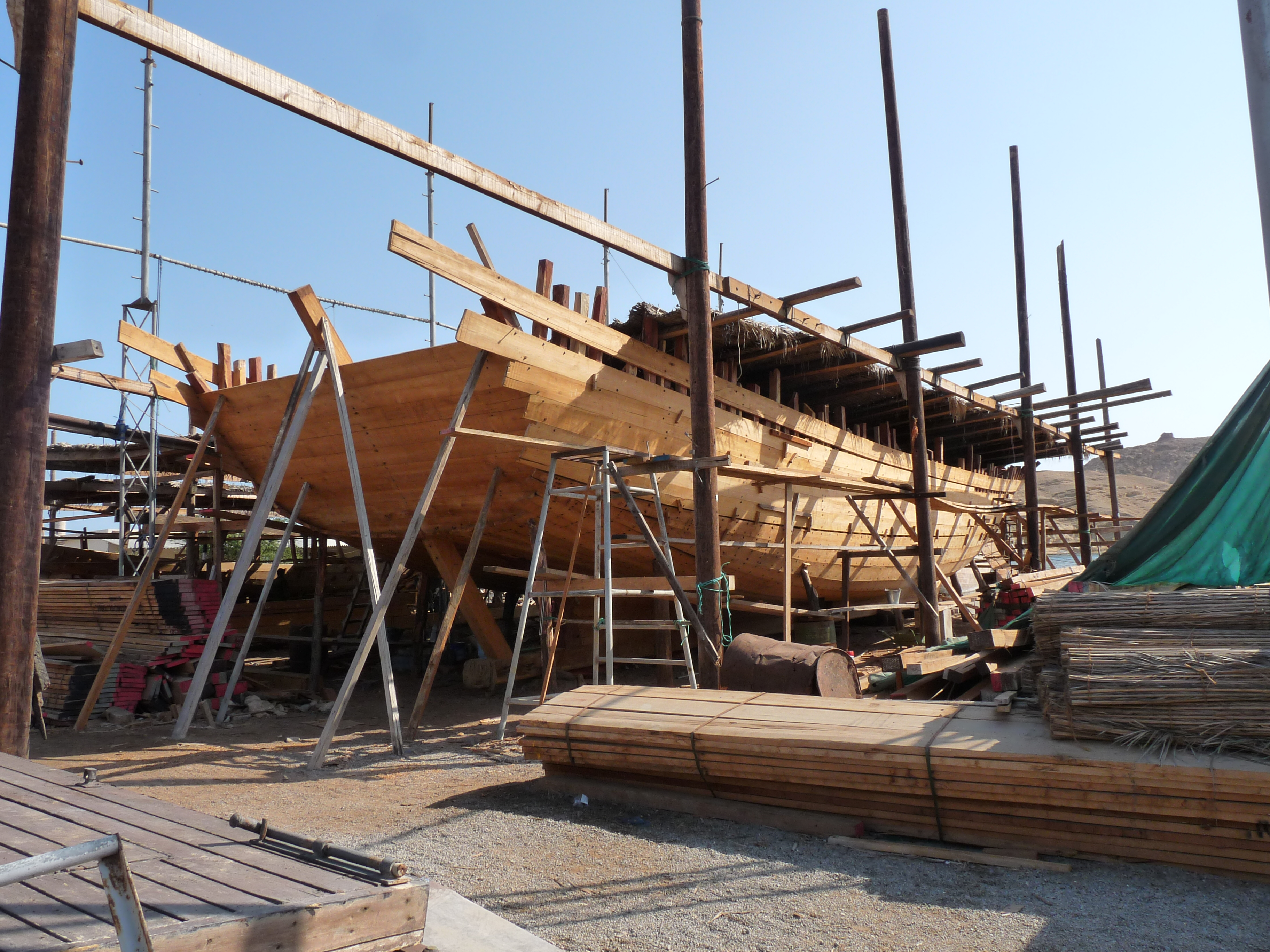
Chantier de construction de boutres

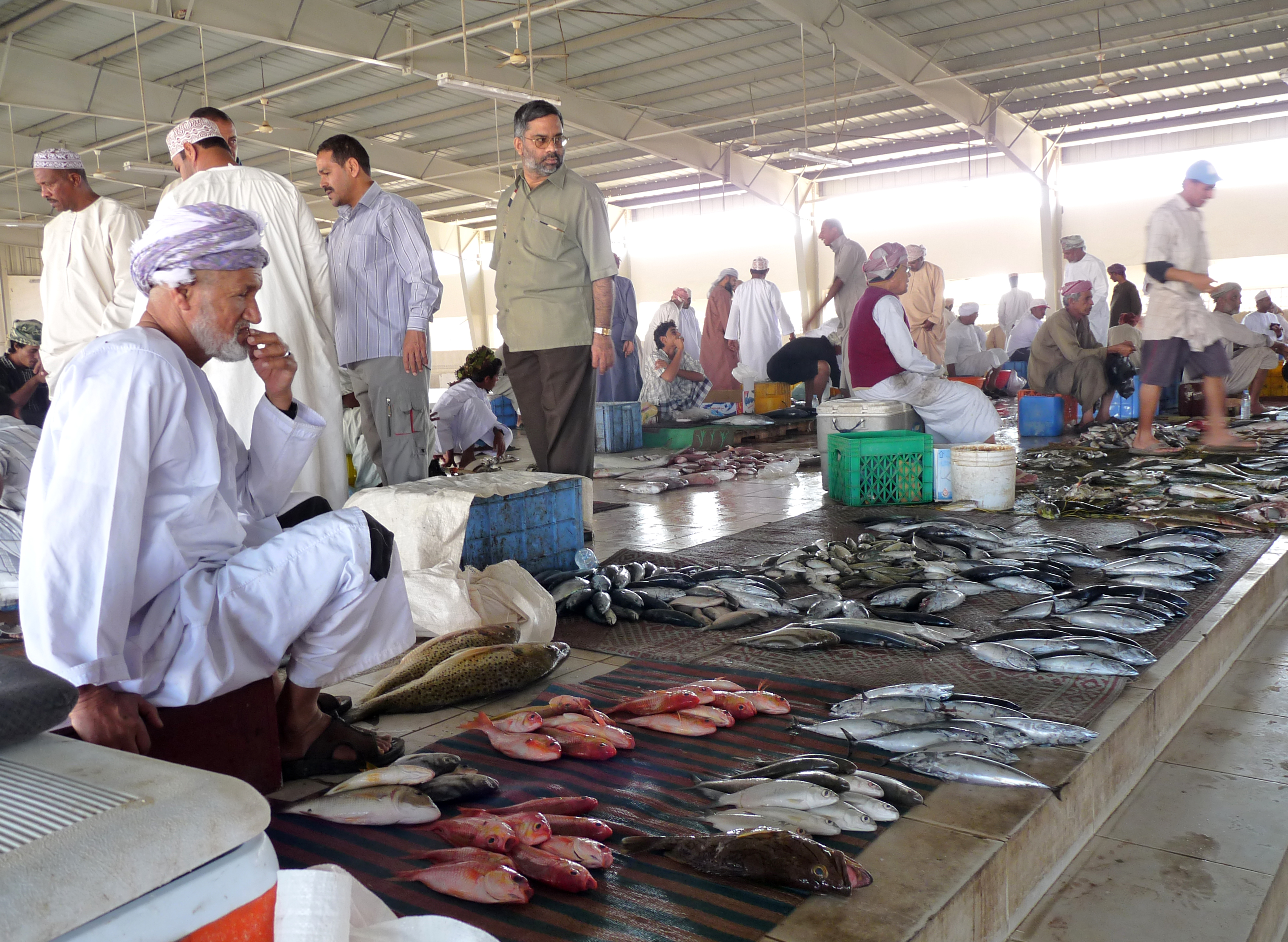
Le marché aux poissons

Sour (ou Ṣūr ; en arabe : صور ) est une ville portuaire du nord-est du sultanat d'Oman.
Situé sur le golfe d'Oman, Sour hérite d'un passé tourné vers la mer (pêche, construction de boutres, commerce maritime...)

## Géographie
La ville de Sour est située à environ 200 km au sud-est de Mascate.
La ville fut particulièrement touchée par le cyclone Gonu en 2007.

## Administration
Sour est la plus grande ville et la capitale de la région Ash Sharqiyah.

### Démographie
Lors des recensements de 1993 et de 2003, Sour comptait respectivement 53 504, puis 66 785 habitants.

## Éducation
- Sur University College (de)

### Économie
Sour est doté d'un aéroport (Code OACI : OOSR).

## Tourisme

### Centres d'intérêt
- Château-fort de Sunaysilah
- Fort de Bilad
- Port
- Chantier des dhows, Chantiers de boutres de Sour,
- Marchés : aux poissons, aux fruits et légumes,
- Environs côtiers
  - Al Ayja,
  - Dibad, Baït al Afreet
  - Tiwi, Wadi Shab, Wadi Tiwi
  - Qalhat
  - Ras al Hadd : tortues, Turtle Beach Resort, Ras al Hadd Beach Hotel, Fort de Koram, Ras al Junayz
  - Al Ashkharah
- Environs intérieurs
  - Ibra, tombes de Jayalah,
  - Al Mudayrib
  - Wahiba Sands, Al Qabil Rest House Hotel, Al Areesh Camp, Al Raha Tourism Camp, camping
  - Wadi Bani Khalid
  - Al Kamil
  - Jaalan Bib Bu Hassan & Jaalan Bani Bu Ali,
  - A'Rawdah, Akhdar, Al Mudaybi,
  - Sinaw, Masirah belle île déserte